# Йель-хатун (дочь Тугтегина)
Йель-хатун — дочь атабека Дамаска Тугтегина и жена Артукида Иль-Гази.

## Биография
Йель-хатун была дочерью туркменского эмира Тугтегина и его первой жены Шараф-хатун бинт Ахмед бен Али бен Аль-Абнуси. У неё было два брата (Тадж аль-Мулюк Бури и Шамс ад-Дин) и сестра.
Она была выдана замуж за Артукида Иль-Гази и в этом браке родился сын Сулейман. Время заключение брака неизвестно, но к 1095/96 году сын Йель-хатун правил в Самосате и вместе с братом Иль-Гази Сукманом и сельджукским правителем Алеппо Рыдваном 22 марта 1096 года участвовал в битве против сельджукского правителя Дамаска Дукака.
В 1021 году Иль-Гази  с Йель-хатун приехал в Мардин, где жил до 1022 года. В 1122 году Йель-хатун вместе с сыном сопровождала заболевшего мужа из Мардина в Майяфарикин. По словам Михаила Сирийца, в пути Иль-Гази умер. Йель-хатун и Сулейман скрыли его смерть, наняв двух людей придерживать тело Иль-Гази в седле, а стражникам сказали, что Иль-Гази болен, и те отворили ворота. Таким образом Йель-хатун обеспечила сыну правление городом, хотя нет никакой уверенности в том, что Иль-Гази назначал Сулеймана своим преемником в Майяфарикине.